# Sieć Badawcza Łukasiewicz – Poznański Instytut Technologiczny

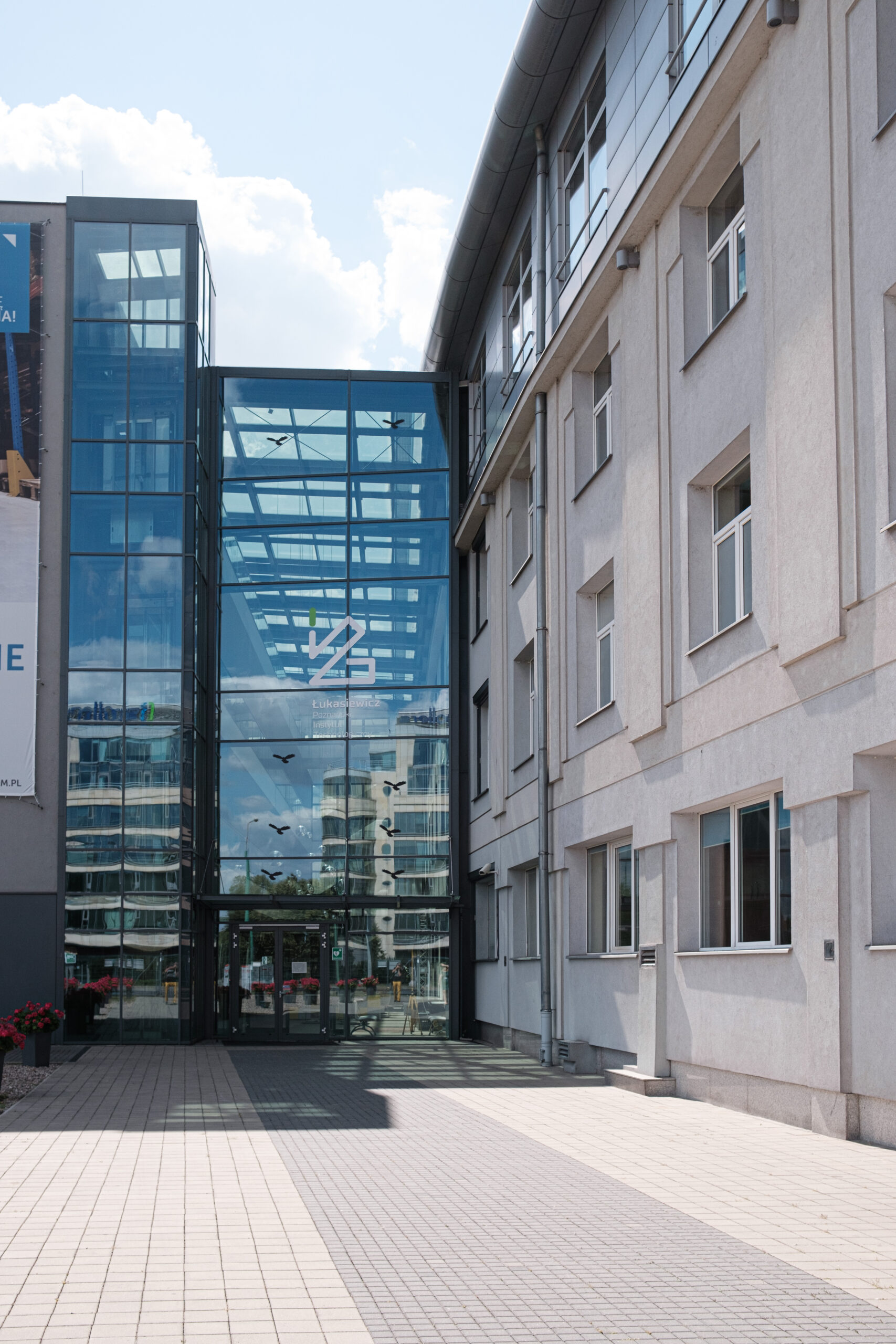
Siedziba Instytutu w Poznaniu, wejście główne od ul. Estkowskiego

Sieć Badawcza Łukasiewicz – Poznański Instytut Technologiczny – instytut badawczy należący do sieci instytutów badawczo-rozwojowych przy Ministerstwie Nauki i Szkolnictwa Wyższego.
Do 2018 roku przy ul. Estkowskiego 6 w Poznaniu działał pod nazwą Instytut Logistyki i Magazynowania (ILiM) (założony w 1967 roku). Od 1 stycznia 2019 roku został włączony w strukturę Łukasiewicz – Poznańskiego Instytutu Technologicznego i stał się częścią Sieci Badawczej Łukasiewicz. W budynku nowego instytutu, oprócz jego głównej siedziby, mieści się Centrum Transformacji Cyfrowej.

## Historia
1 kwietnia 2019 r. utworzono Sieć Badawczą Łukasiewicz, w której struktury weszło pięć poznańskich instytutów:
- Instytut Pojazdów Szynowych „TABOR”,
- Przemysłowy Instytut Maszyn Rolniczych,
- Instytut Obróbki Plastycznej,
- Instytut Logistyki i Magazynowania,
- Instytut Technologii Drewna.

W ich miejsce powołano 6 centrów badawczych: Centrum Pojazdów Szynowych, Centrum Technologii Rolniczej i Spożywczej, Centrum Technologii Drewna, Centrum Obróbki Plastycznej, Centrum Logistyki i Nowoczesnych Technologii oraz Centrum Transformacji Cyfrowych.
W marcu 2023 r. z Łukasiewicz – Poznańskiego Instytutu Technologicznego wydzielono spółkę produkcyjną PIT Industry, która ma za zadanie realizować zlecenia komercyjne związane z produkcją m.in. urządzeń do układów hamulcowych pojazdów szynowych
W styczniu 2024 r. nastąpiła zmiana struktury organizacyjnej Łukasiewicz – Poznańskiego Instytutu Technologicznego. Zostały powołane nowe 4 interdyscyplinarne centra badawcze, odpowiadające na bieżące potrzeby gospodarki w obszarach: nowoczesnej mobilności, zrównoważonej gospodarki i transformacji cyfrowej. Oferta usług laboratoryjnych została skupiona w ramach Centrum Badań Laboratoryjnych.

## Centra badawcze
- Centrum Nowoczesnej Mobilności: zajmuje się opracowywaniem innowacyjnych rozwiązań i technologii w logistyce, transporcie, rolnictwie oraz leśnictwie. Tworzy i rozwija technologie, dostosowując je do specyficznych potrzeb gospodarki czy poszczególnych klientów. W skład centrum wchodzą grupy badawcze zajmujące się konstrukcją pojazdów i maszyn, badaniami symulacyjnymi, elektrotechniką, automatyką i robotyką, a także logistyką.
- Centrum Transformacji Cyfrowej: zajmuje się prowadzeniem zaawansowanych prac naukowych oraz badawczo-rozwojowych. Koncentruje się na adaptacji oraz wdrażaniu nowoczesnych, inteligentnych technologii cyfrowych. Tworzy, rozwija i dostosowuje technologie, optymalizuje procesy i systemy biznesowe, tak by spełniały wszystkie potrzeby klientów. Zajmuje się również standaryzacją i automatyzacją w różnych branżach. W skład centrum wchodzą grupy badawcze zajmujące się oprogramowaniem, urządzeniami elektronicznymi oraz procesami biznesowymi.
- Centrum Zrównoważonej Gospodarki: zajmuje się badaniami, rozwojem oraz wdrożeniami zrównoważonych technologii przemysłowych i środowiskowych. Jego celem jest zastąpienie istniejących rozwiązań, które obciążają środowisko – nowymi, które będą je chronić i być może odwrócą proces jego degradacji. W skład centrum wchodzą grupy badawcze zajmujące się inżynierią materiałową, inżynierią mechaniczną oraz technologiami drewna, chemiczną i ochrony środowiska.
- Centrum Badań Laboratoryjnych realizuje usługi badawcze dla Instytutu oraz klientów biznesowych. Są to badania akredytowane zgodnie z normami branżowymi, ale także nieakredytowane. Centrum opracowuje też nowe metody badawcze i prowadzi działalność normalizacyjną.

## Ludzie

### Dyrekcja
- Dyrektor Instytutu – dr inż. Rafał Cichy
- Z-ca Dyrektora ds. Badawczych – dr hab. inż. Dariusz Garbiec
- Zastępca Dyrektora ds. Operacyjnych i Komercjalizacji – Anna Kubica
- Zastępca Dyrektora ds. Kontrolingu i Współpracy z Centrum Łukasiewicz – Aleksandra Remelska

### Rada Instytutu w kadencji 2022-2026
- Przewodniczący Rady – prof. dr hab. inż. Wojciech Sumelka
- Sekretarz Rady – Karolina Wolniewicz-Górecka

Pozostali członkowie Rady:
- dr inż. Andrzej Noskowiak
- Janusz Kaźmierowski
- Tomasz Antkowiak
- prof. dr hab. inż. Maciej Szymczak
- Krzysztof Zdziarski
- dr inż. Marcin Lijewski
- Marek Nitkowski
- Mariusz Bala
- Andrzej Gajewski
- prof. dr hab. inż. Przemysław Niewiadomski
- prof. dr hab. inż. Zbigniew Gronostajski
- Jarosław Raj